# Айн-Метершем
Айн-Ме́тершем (англ. Ain Metherchem)  — стоянка атерійської культури в Тунісі, в 40 км на південь від міста Фер'яна.
Розкопками з 1950-их років знайдено типові черешкові знаряддя із каменя, різноманітних типів скребла, гострі наконечники, проколки, зубчаті знаряддя, скребки, різці та ін. Знайдено також кістки носорога, коня та інших тварин.